# Bandera de sant David
La bandera de sant David (en gal·lès: Baner Dewi Sant) està formada per una creu groga sobre camp de color negre. Representa el sant patró de Gal·les, David de Gal·les, bisbe de la diòcesi gal·lesa de Menèvia del segle vi. El disseny deriva d'un símbol heràldic de la diòcesi de sant David que mostra un motiu similar.
La bandera s'ha utilitzat com una variant per representa al País de Gal·les (alternativa al drac vermell), en el mateix sentit que les creus de Sant Jordi, Sant Andreu, Sant Patrici i Sant Piran s'utilitzen per representar Anglaterra, Escòcia, Irlanda i Cornualla (dels quals són respectivament els seus patrons).
La bandera es pot veure arreu de Gal·les, però no amb tanta freqüència com el Drac Vermell. El dia de Sant David sovint té un paper central en les celebracions.

## Història

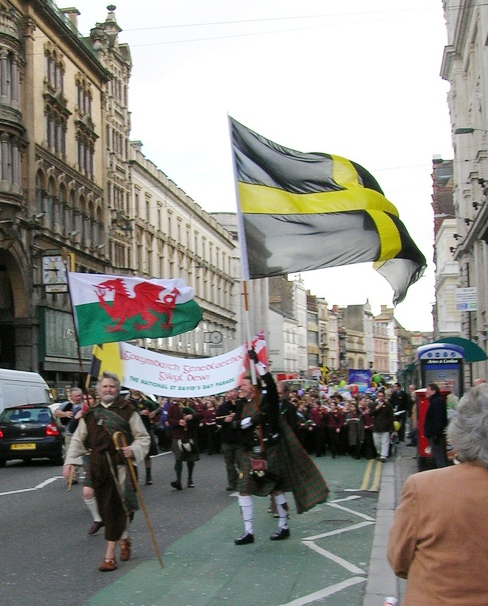
Celebració del dia de sant David a Cardiff

La història de la bandera és una mica fosca, però sembla haver sorgit a principis del segle xx. Una teoria estesa és que va ser desenvolupada per onejar a les esglésies anglicanes de Gal·les, de la mateixa manera que la creu de Sant Jordi ho fou per a les esglésies d'Anglaterra, però des de 1954 les esglésies són més propenses a utilitzar una bandera amb l'escut d'armes de l'Església de Gal·les, concedida aquest mateix any.

## Usos
En qualsevol cas, els colors de la bandera, negre i groc, sens dubte han estat durant molt de temps associats amb sant David de Gal·les, tot i que no sempre en la forma d'una creu simètrica. El Col·legi Universitari de Sant David de la Universitat de Gal·les fundat el 1822, va adoptar aquests colors com a "colors universitaris" el 1888.
Una versió estilitzada de la bandera també fou utilitzada com a insígnia d'espatlla per la 38a divisió d'infanteria gal·lesa (1939-1944) durant la Segona Guerra Mundial.
El Cardiff City Football Club va incorporar entre el 2003 i 2008 la bandera en el seu escut,.
L'equip North Wales Crusaders va adoptar després de la temporada del 2007 un nou logotip amb la creu de sant David. El llavors president, David Thompson, ho comentà de la següent manera: "La nostra identitat gal·lesa és prominent a través de l'or i negre de la bandera de sant David, la qual proporciona els colors de casa nostra". El 2010 es va redissenyar un nou logotip però mantenint els colors groc i negre.
El 2007, George Hargreaves, líder del Partit Cristià de Gal·les, va fer campanya per reemplaçar la bandera oficial del País de Gal·les per la de la creu de Sant David, al·legant que el drac vermell era "ni més ni menys que el signe de Satanàs".

Insígnia de la 38a divisió gal·lesa (1939-1944).

## Banderes semblants

Bandera de sant Piran.
Kroaz Du, estendard bretó durant l'edat mitjana.